# Сім мандрівок Полтавщиною
Сім мандрівок Полтавщиною – путівник авторства Дмитра Антонюка, присвячений мандрівкам Полтавщиною, який вийшов 2009 року у видавництві «Грані-Т» (м. Київ) в серії «Путівники». Містить велику кількість карт, фотографій та цікавих фактів. Карти надані ДНВП «Картографія».

## Анотація
Полтавщина – один із найцікавіших та найзагадковіших куточків України.
Саме тут можна сповна відчути національний колорит нашої країни. За допомогою цього путівника Ви розвідаєте місця, які, на жаль, рідко впадають в око пересічного туриста.
Подорожуючи маршрутами Дмитра Антонюка, Ви не тільки будете насолоджуватися чудовими степовими краєвидами, але й відвідаєте найцікавіші історичні пам’ятки.
Озброївшись цим путівником, Ви легко і швидко зможете подорожувати дорогами Полтавщини, і ми впевнені, що кожна з Ваших мандрівок буде неповторною.

## Загальна характеристика
Путівник містить 7 маршрутів Полтавщиною:
- В «українських Афінах»
- Гоголівщина
- Лагідна північ
- Надніпрянський південь
- Над Хоролом і Сулою
- Столиця керамічна і столиця археологічна
- На кордоні з Київщиною